# Missionarie di Sant'Antonio Maria Claret
Le Missionarie di Sant'Antonio Maria Claret (in portoghese Missionárias de Santo Antônio Maria Claret) sono un istituto religioso femminile di diritto pontificio: le suore di questa congregazione pospongono al loro nome le sigla M.C.

## Storia
La congregazione è stata fondata a Londrina il 19 marzo 1958 da Maria Milito (1913-1980) con il sostegno del vescovo del luogo, il clarettiano Geraldo Fernandes Bijos (1913-1982).
Le Missionarie di Sant'Antonio Maria Claret hanno ricevuto il pontificio decreto di lode il 31 maggio 1967 e le loro costituzioni hanno ottenuto l'approvazione definitiva della Santa Sede l'8 dicembre 1975.

## Attività e diffusione
Le suore si dedicano all'istruzione e all'educazione cristiana della gioventù e all'assistenza sociale e ospedaliera ai bisognosi; la loro spiritualità è caratterizzata dalla devozione all'Eucaristia e al Cuore Immacolato di Maria.
Sono presenti in Europa (Francia, Germania, Italia, Polonia, Portogallo, Svizzera), in Africa (Costa d'Avorio, Gabon), nelle Americhe (Argentina, Brasile, Cile, Paraguay), nelle Filippine e in Australia; la sede generalizia è a Londrina.
Alla fine del 2008 la congregazione contava 355 religiose in 81 case.